# Scorpaenopsis
Scorpaenopsis es un género de pez escorpión nativo de los océanos Índico y Pacífico.

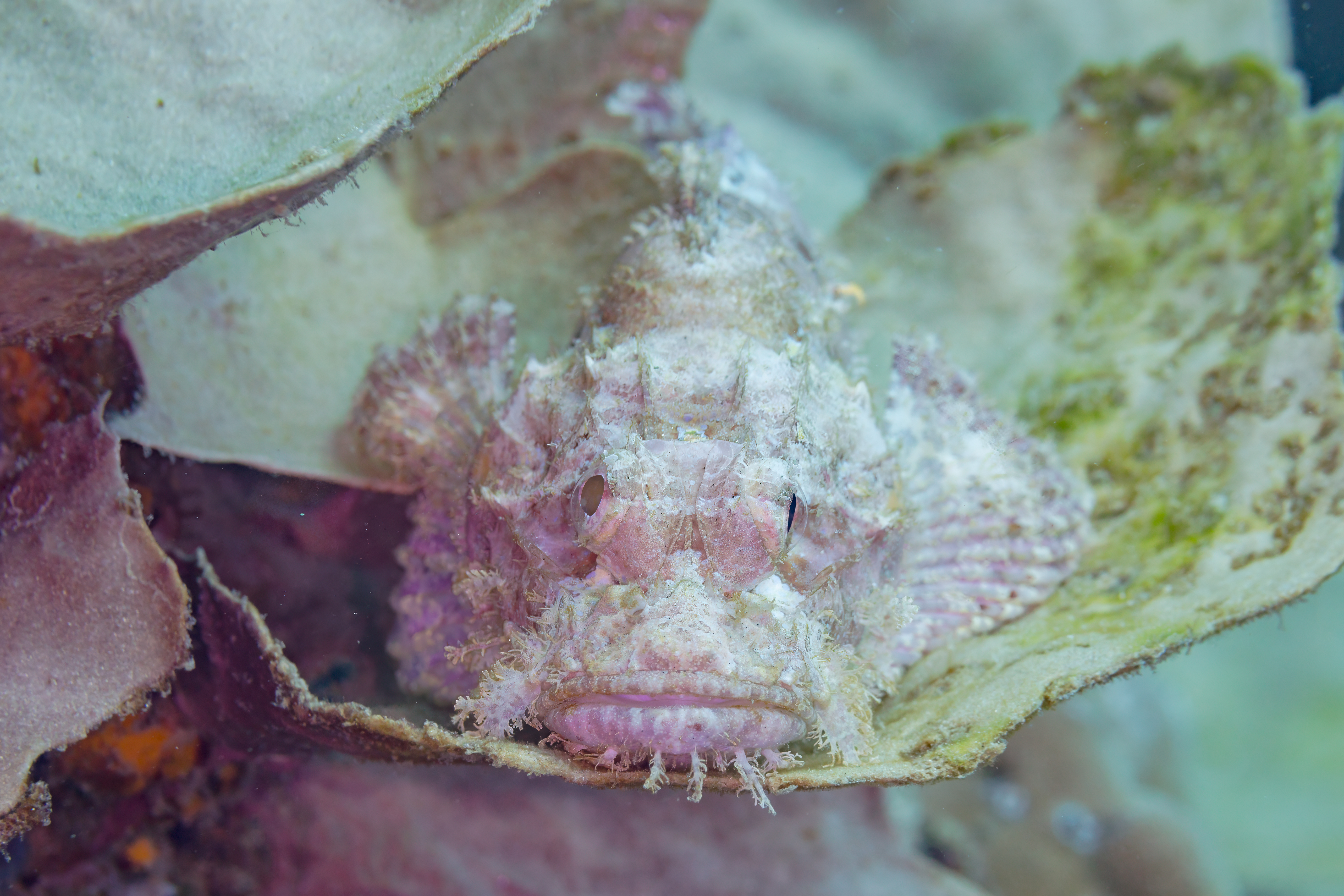
Pez escorpión (S. oxycephala)

## Características
Los peces escorpión Scorpaenopsis se caracterizan por tener 12 espinas en la aleta dorsal y 3 espinas en la aleta anal. No tienen dientes en el palatino. Tienen una coloración negra entre la primera y la tercera espina de la aleta dorsal. Tienen la cabeza fuertemente comprimida y no menos de 3 espinas suborbitales.  La especie más pequeña es S. rubrimarginata que tiene una longitud total máxima de 24 mm mientras que la más grande es el falso pez piedra (S. diabolus).

## Especies
Existen 27 especies reconocidas del género:
- Scorpaenopsis altirostris C. H. Gilbert, 1905
- Scorpaenopsis barbata (Rüppell, 1838)
- Scorpaenopsis brevifrons Eschmeyer & J. E. Randall, 1975
- Scorpaenopsis cacopsis O. P. Jenkins, 1901
- Scorpaenopsis cirrosa (Thunberg, 1793)
- Scorpaenopsis cotticeps Fowler, 1938
- Scorpaenopsis crenulata Motomura & Causse, 2011
- Scorpaenopsis diabolus (G. Cuvier, 1829)
- Scorpaenopsis eschmeyeri J. E. Randall & D. W. Greenfield, 2004
- Scorpaenopsis furneauxi Whitley, 1959
- Scorpaenopsis gibbosa (Bloch & J. G. Schneider, 1801)
- Scorpaenopsis gilchristi (J. L. B. Smith, 1957)
- Scorpaenopsis insperatus Motomura, 2004
- Scorpaenopsis lactomaculata (Herre, 1945)
- Scorpaenopsis longispina J. E. Randall & Eschmeyer, 2001
- Scorpaenopsis macrochir J. D. Ogilby, 1910
- Scorpaenopsis neglecta Heckel, 1837
- Scorpaenopsis obtusa J. E. Randall & Eschmeyer, 2001
- Scorpaenopsis orientalis J. E. Randall & Eschmeyer, 2001
- Scorpaenopsis oxycephala (Bleeker, 1849)
- Scorpaenopsis papuensis (G. Cuvier, 1829)
- Scorpaenopsis pluralis J. E. Randall & Eschmeyer, 2001
- Scorpaenopsis possi J. E. Randall & Eschmeyer, 2001
- Scorpaenopsis pusilla J. E. Randall & Eschmeyer, 2001
- Scorpaenopsis ramaraoi J. E. Randall & Eschmeyer, 2001
- Scorpaenopsis venosa (G. Cuvier, 1829)
- Scorpaenopsis vittapinna J. E. Randall & Eschmeyer, 2001